# Вельки-Розсутец
Вельки-Розсутец (Большой Розсутец) — горная вершина в Словакии.
Гора расположена в северной части главного хребта горного массива Малая Фатра. Является высшей точкой Криваньской её части. Находится в центре национального заповедника Розсутец.
Высота над уровнем моря — 1609 м.
На Вельки-Розсутец и в её окрестностях обитают многие исчезающие виды растений и животных, некоторые из которых являются эндемиками. Также там присутствует редкий карстовый рельеф.